# Olivier Jacque
Olivier Jacque (20 de agosto de 1973, Villerupt, Francia) es un piloto retirado de motociclismo, que llegó a ser campeón del mundo en la categoría de 250cc en el año 2000, superando por 7 puntos al subcampeón Shinya Nakano.

## Biografía
Fue segundo en el Campeonato Europeo de 250cc en 1994, antes de pasar al Campeonato del Mundo de 250cc. Logró un top ten en la clasificación general cada año que compitió en 250cc. En el 2000 tuvo una larga batalla por el campeonato con su compañero de equipo en el Chesterfield-Yamaha Tech 3, Shinya Nakano y con el prodigio japonés Daijirō Katō, donde finalmente resultó victorioso y ganó el Campeonato del Mundo de 250cc en una Yamaha YZR250.
Para 2001, se trasladó al Campeonato del Mundo de 500 cc con el equipo de Tech 3. Él pasó tres años en ellos, antes de comenzar 2004 sin un equipo. Hizo dos apariciónes como Wild Card en una moto Moriwaki del Moriwaki Racing, pero de nuevo se quedó sin equipo en la temporada 2005. Él reemplazó al lesionado Alex Hofmann en China y aturdió a los pilotos titulares del campeonato al terminar segundo, por detrás de Valentino Rossi en la Kawasaki Ninja ZX-RR del Kawasaki Racing Team. Luego fue contratado permanentemente por Kawasaki como el tercer piloto del equipo. Él no compitió para ellos en 2006, pero fue elegido en 2007 junto a su compatriota Randy de Puniet, substituyendo irónicamente a su excompañero en el Tech 3, Shinya Nakano. Más tarde se reveló que Sete Gibernau había rechazado el asiento antes de que se le ofreciera a Jacque.
Sin embargo, la temporada fue un desastre. En Estambul provocó una colisión de cuatro motocicletas, al perder su punto de frenado en una curva en la vuelta 1 golpeó a Colin Edwards y a Dani Pedrosa y a Chris Vermeulen que también quedaron atrapados. En la siguiente ronda en Shanghái se estrelló en la práctica libre, lastimándose el brazo lo suficientemente fuerte como para no poder correr allí o en Le Mans. Nuevamente tuvo una caída en los libres del GP de Cataluña, perdiéndose también esta carrera.
Tras la serie de lesiones, Olivier Jacque anunció su retiro de MotoGP en junio de 2007.

## Compromiso social
Olivier Jacque es miembro del club 'Champions for Peace', un grupo de 54 famosos atletas de élite comprometidos a servir la paz en el mundo a través del deporte, creado por Peace and Sport, una organización internacional con sede en Mónaco.

## Resultados en el Campeonato del Mundo
Sistema de puntuación de 1993 hasta 2022:
| Posición | 1.º | 2.º | 3.º | 4.º | 5.º | 6.º | 7.º | 8.º | 9.º | 10.º | 11.º | 12.º | 13.º | 14.º | 15.º |
| Puntos   | 25  | 20  | 16  | 13  | 11  | 10  | 9   | 8   | 7   | 6    | 5    | 4    | 3    | 2    | 1    |

### Por temporada
| Temp. | Categ. | Equipo               | Moto             | Carreras | Victorias | Podios | Poles | V.Ráp. | Pts. | Pos. |
| ----- | ------ | -------------------- | ---------------- | -------- | --------- | ------ | ----- | ------ | ---- | ---- |
| 1995  | 250cc  | Chesterfield-Tech 3  | Honda NSR250     | 13       | 0         | 0      | 0     | 0      | 66   | 10.º |
| 1996  | 250cc  | Chesterfield-Tech 3  | Honda NSR250     | 15       | 1         | 7      | 4     | 2      | 193  | 3.º  |
| 1997  | 250cc  | Chesterfield-Tech 3  | Honda NSR250     | 14       | 2         | 8      | 5     | 2      | 201  | 4.º  |
| 1998  | 250cc  | Chesterfield-Tech 3  | Honda NSR250     | 12       | 0         | 4      | 0     | 0      | 112  | 5.º  |
| 1999  | 250cc  | Chesterfield-Tech 3  | Yamaha YZR250    | 10       | 1         | 4      | 2     | 1      | 122  | 7.º  |
| 2000  | 250cc  | Chesterfield-Tech 3  | Yamaha YZR250    | 16       | 3         | 11     | 5     | 4      | 279  | 1.º  |
| 2001  | 500cc  | Gauloises-Tech 3     | Yamaha YZR500    | 13       | 0         | 0      | 0     | 0      | 59   | 15.º |
| 2002  | MotoGP | Gauloises-Tech 3     | Yamaha YZR500    | 13       | 0         | 0      | 1     | 0      | 81   | 10.º |
| 2002  | MotoGP | Gauloises-Tech 3     | Yamaha YZR-M1    | 3        | 0         | 0      | 0     | 0      | 81   | 10.º |
| 2003  | MotoGP | Gauloises-Tech 3     | Yamaha YZR-M1    | 15       | 0         | 0      | 0     | 0      | 71   | 12.º |
| 2004  | MotoGP | Moriwaki Racing      | Moriwaki MD211VF | 2        | 0         | 0      | 0     | 0      | 5    | 24.º |
| 2005  | MotoGP | Kawasaki Racing Team | Kawasaki ZX-RR   | 6        | 0         | 1      | 0     | 0      | 28   | 17.º |
| 2007  | MotoGP | Kawasaki Racing Team | Kawasaki ZX-RR   | 4        | 0         | 0      | 0     | 0      | 4    | 23.º |
| Total | Total  | Total                | Total            | 136      | 7         | 35     | 17    | 9      | 1221 |      |

### Por categoría
| Cat.   | Temporadas      | Primer GP         | Primer Podio     | Primera Victoria | Carreras | Victorias | Podios | Poles | V.Ráp. | Pts. | CM |
| ------ | --------------- | ----------------- | ---------------- | ---------------- | -------- | --------- | ------ | ----- | ------ | ---- | -- |
| 250cc  | 1995-2000       | GP Australia 1995 | GP Alemania 1996 | GP Río 1996      | 80       | 7         | 34     | 16    | 9      | 973  | 1  |
| 500cc  | 2001            | GP Japón 2001     | -                | -                | 13       | 0         | 0      | 0     | 0      | 59   | –  |
| MotoGP | 2002-2005, 2007 | GP Japón 2002     | GP China 2005    | -                | 43       | 0         | 1      | 1     | 0      | 189  | –  |
| Total  | 1995–2007       | 1995–2007         | 1995–2007        | 1995–2007        | 136      | 7         | 35     | 17    | 9      | 1221 | 1  |

### Carreras por año
(Carreras en negrita indica pole position, carreras en cursiva indica vuelta rápida)
| Año  | Cat.   | Equipo              | Moto             | 1       | 2       | 3       | 4       | 5      | 6       | 7       | 8       | 9       | 10      | 11      | 12      | 13      | 14      | 15      | 16      | 17  | 18  | Pts. | Pos. |
| ---- | ------ | ------------------- | ---------------- | ------- | ------- | ------- | ------- | ------ | ------- | ------- | ------- | ------- | ------- | ------- | ------- | ------- | ------- | ------- | ------- | --- | --- | ---- | ---- |
| 1995 | 250cc  | Chesterfield-Tech 3 | Honda NSR250     | AUS Ret | MAL 10  | JPN Ret | SPA 12  | GER 11 | ITA 16  | NED Ret | FRA 9   | GBR 4   | CZE 14  | BRA 7   | ARG 4   | EUR 9   |         |         |         |     |     | 66   | 10.º |
| 1996 | 250cc  | Chesterfield-Tech 3 | Honda NSR250     | MAL 4   | IDN 8   | JPN 4   | SPA 7   | ITA 4  | FRA Ret | NED Ret | GER 2   | GBR 3   | AUT Ret | CZE 2   | IMO 2   | CAT 2   | BRA 1   | AUS 3   |         |     |     | 193  | 3.º  |
| 1997 | 250cc  | Chesterfield-Tech 3 | Honda NSR250     | MAL 3   | JPN DNS | SPA 7   | ITA 5   | AUT 1  | FRA Ret | NED Ret | IMO 2   | GER 2   | BRA 1   | GBR 4   | CZE 2   | CAT 6   | IDN 3   | AUS 3   |         |     |     | 201  | 4.º  |
| 1998 | 250cc  | Chesterfield-Tech 3 | Honda NSR250     | JPN 5   | MAL 3   | SPA 3   | ITA Ret | FRA 4  | MAD Ret | NED Ret | GBR     | GER     | CZE Ret | IMO 5   | CAT 4   | AUS 3   | ARG 3   |         |         |     |     | 112  | 5.º  |
| 1999 | 250cc  | Chesterfield-Tech 3 | Yamaha YZR250    | MAL 4   | JPN Ret | SPA DNS | FRA     | ITA    | CAT     | NED     | GBR     | GER 8   | CZE 5   | IMO 3   | VAL Ret | AUS 2   | RSA 3   | BRA 4   | ARG 1   |     |     | 122  | 7.º  |
| 2000 | 250cc  | Chesterfield-Tech 3 | Yamaha YZR250    | RSA 4   | MAL 2   | JPN 4   | SPA 4   | FRA 3  | ITA 2   | CAT 1   | NED 2   | GBR 2   | GER 1   | CZE 3   | POR 2   | VAL 2   | BRA Ret | PAC 4   | AUS 1   |     |     | 279  | 1.º  |
| 2001 | 500cc  | Gauloises-Tech 3    | Yamaha YZR500    | JPN Ret | RSA 16  | SPA DNS | FRA DNQ | ITA    | CAT 12  | NED 11  | GBR 9   | GER 6   | CZE 12  | POR 8   | VAL 5   | PAC Ret | AUS 6   | MAL Ret | BRA Ret |     |     | 59   | 15.º |
| 2002 | MotoGP | Gauloises-Tech 3    | Yamaha YZR500    | JPN Ret | RSA 6   | SPA 11  | FRA Ret | ITA 9  | CAT 9   | NED 14  | GBR 5   | GER Ret | CZE 10  | POR Ret | BRA 7   | PAC 7   |         |         |         |     |     | 81   | 10.º |
| 2002 | MotoGP | Gauloises-Tech 3    | Yamaha YZR-M1    |         |         |         |         |        |         |         |         |         |         |         |         |         | MAL Ret | AUS 8   | VAL 9   |     |     | 81   | 10.º |
| 2003 | MotoGP | Gauloises-Tech 3    | Yamaha YZR-M1    | JPN 15  | RSA 10  | SPA 10  | FRA 4   | ITA 10 | CAT Ret | NED 5   | GBR Ret | GER 9   | CZE 11  | POR 13  | BRA Ret | PAC 13  | MAL DNS | AUS 6   | VAL Ret |     |     | 71   | 12.º |
| 2004 | MotoGP | Moriwaki Racing     | Moriwaki MD211VF | RSA     | SPA     | FRA     | ITA     | CAT    | NED     | BRA     | GER     | GBR     | CZE     | POR     | JPN 11  | QAT     | MAL     | AUS     | VAL Ret |     |     | 5    | 24.º |
| 2005 | MotoGP | Kawasaki Racing     | Kawasaki ZX-RR   | SPA     | POR     | CHN 2   | FRA 11  | ITA    | CAT     | NED     | USA     | GBR     | GER Ret | CZE     | JPN     | MAL Ret | QAT DNS | AUS 16  | TUR 13  | VAL |     | 28   | 17.º |
| 2007 | MotoGP | Kawasaki Racing     | Kawasaki ZX-RR   | QAT 12  | SPA 18  | TUR Ret | CHN DNS | FRA    | ITA 16  | CAT DNS | GBR     | NED     | GER     | USA     | CZE     | RSM     | POR     | JPN     | AUS     | MAL | VAL | 4.º  | 23.º |